# 深圳地铁南车浦镇B型电动列车
深圳地铁南车浦镇B型电动列车是一款行走于深圳地铁3号线的列车，列车共6节编组，设计最高时速为100km/h。该车是为应对3号线日益增长的客流而增购的，列车共33列198辆，由南车南京浦镇车辆有限公司制造，制造商型号为 PM076。

## 沿革
截至2013年，深圳地铁的客流量较两年前刚开通时相比增长近四倍，现有的地铁列车无法满足日益增长的客流压力。为了缓解这种情况以及应对7号线、9号线及11号线开通后的客流需要，因而深圳地铁计划为1号线、2号线、3号线、5号线增购共104列车
2013年6月6日，南京浦镇车辆厂与深圳地铁集团签订33列198辆增购列车合同。首列车于2015年2月9日抵达横岗车辆段，目前已经有部分列车上线运营。

## 设计特点
- 3号线原有的深圳地铁北车长客B型电动列车采用闸瓦制动，在刹车或启动时列车稳定性较差；增购列车将原先的闸瓦制动改为轮盘制动，有较好的稳定性。
- 车头为流线型设计，符合动力学设计原理，节能环保；车灯加上柳叶型灯带。
- 列车采用长LCD屏与LED屏相结合，LCD屏显示线路地图及出口信息，LED屏为开门提示，相较于原先的窄LCD屏更加方便乘客查看；中间4节车厢将一个椅子的位置改为靠椅和折叠椅，能容纳更多人。
- 列车首次采用LED智能照明技术，客室照明可以随着环境光线自动实现无级调光，大大减少能耗。
- 此列车仍采用现代Rotem设计的牵引系统，因此依旧与3号线现有的庞巴迪CityFlo650信号系统有匹配性较差的问题。

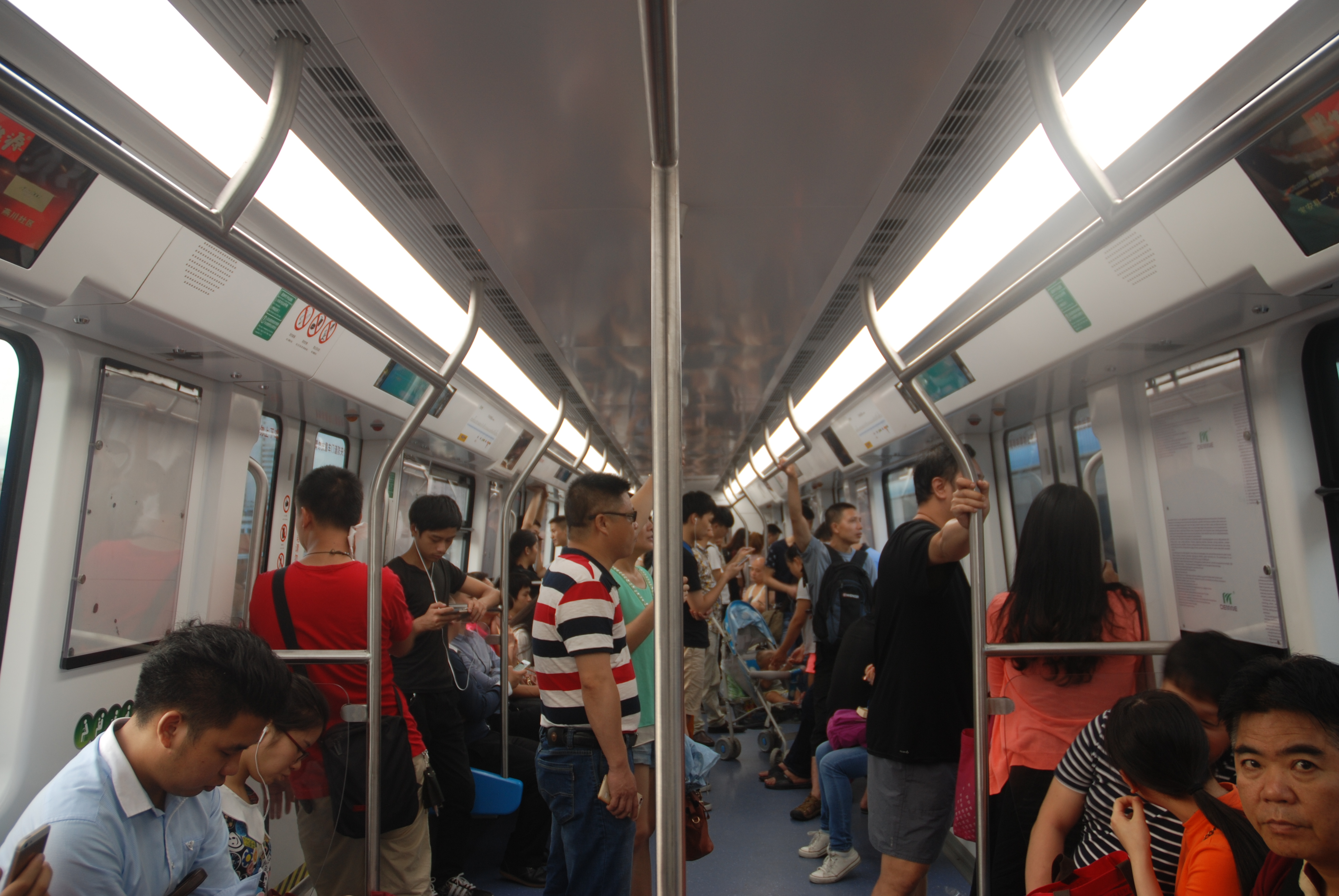
深圳地鐵南車浦鎮B型電動列車客艙
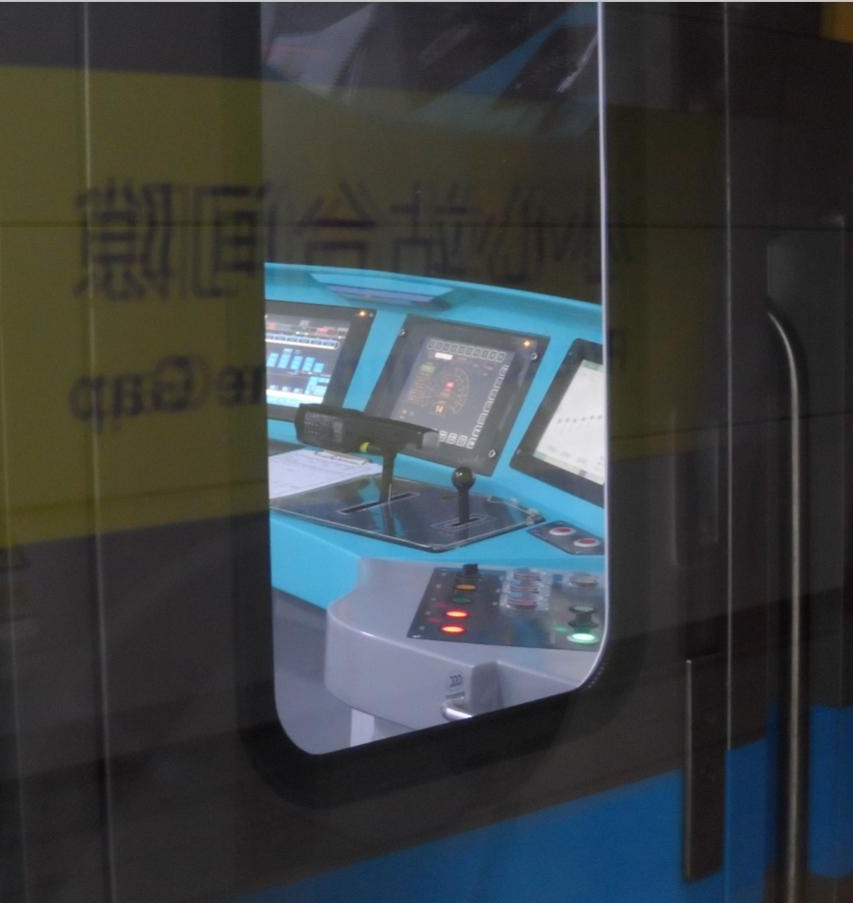
列车驾驶室
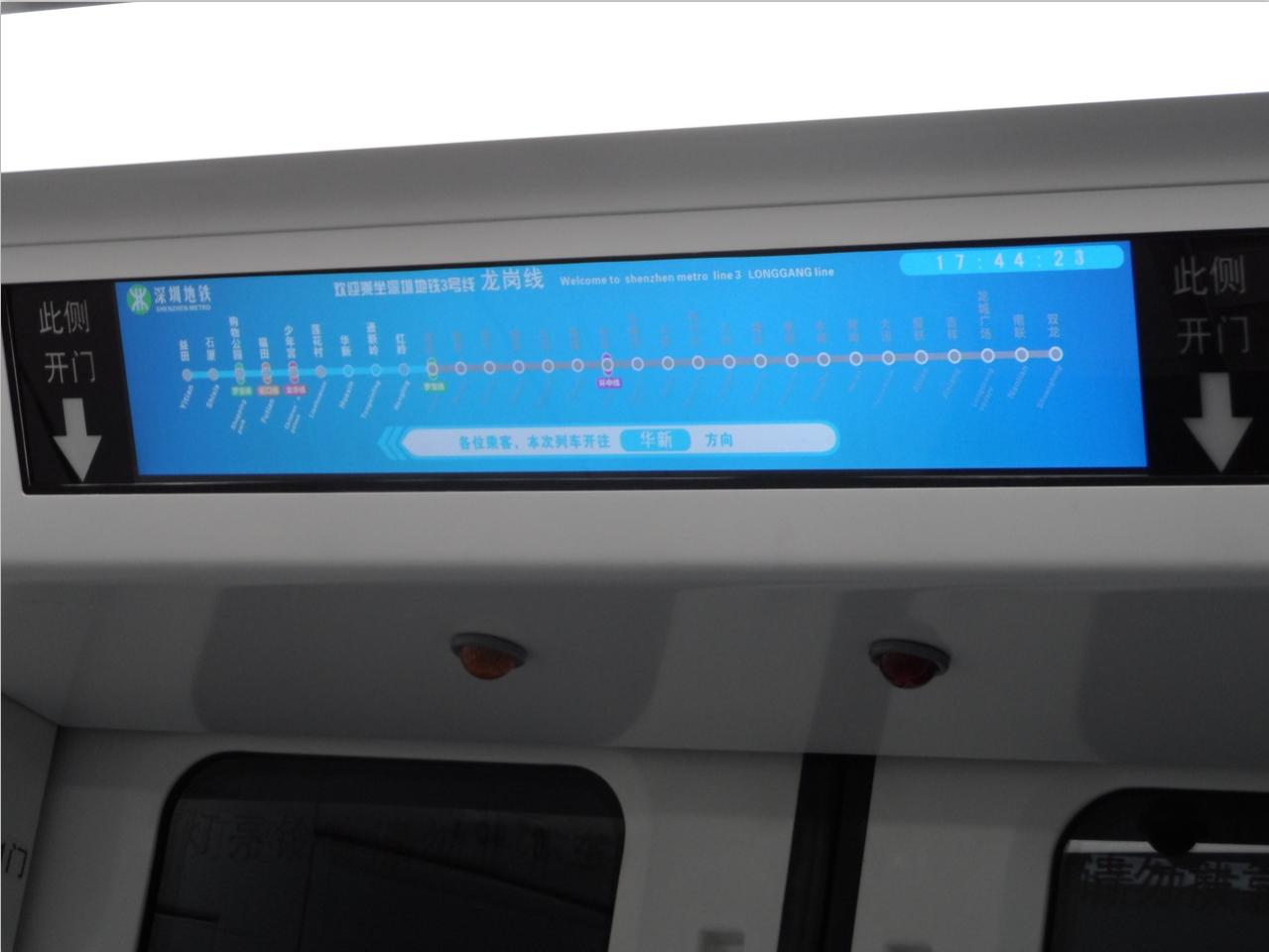
深圳地铁3号线浦镇B车客室LCD屏

## 列车编组
|                                                                   | 南車浦鎮B型 |           |           |           |           |            |
| 車廂編號                                                          | 1           | 2         | 3         | 4         | 5         | 6          |
| 形式區分                                                          | 03XX1 (Tc)  | 03XX2 (M) | 03XX3 (M) | 03XX4 (M) | 03XX5 (M) | 03XX6 (Tc) |
| 載客量                                                            | 310         | 310       | 310       | 310       | 310       | 310        |
| Tc：带驾驶室的无动力车 Mp：带受电弓的动力车 M：不带受电弓的动力车 |             |           |           |           |           |            |

| 3号线的组合（33列）03B3306浦                                                              |
|                                                                                           |
| （Ⅰ）3441（Ⅱ）-（Ⅰ）3442（Ⅱ）-（Ⅰ）3443（Ⅱ）-（Ⅱ）3444（Ⅰ）-（Ⅱ）3445（Ⅰ）-（Ⅱ）3446（Ⅰ） |
| （Ⅰ）3451（Ⅱ）-（Ⅰ）3452（Ⅱ）-（Ⅰ）3453（Ⅱ）-（Ⅱ）3454（Ⅰ）-（Ⅱ）3455（Ⅰ）-（Ⅱ）3456（Ⅰ） |

备注：
- 粉红色车卡表示该卡为女士优先车厢。